# Las dos Fridas
Las dos Fridas es un cuadro al óleo de Frida Kahlo pintado en 1939. Esta obra constituye un autorretrato doble de la artista en la cual se duplica su imagen a manera de espejo, y tomada de la mano, pero con diferente vestimenta. Ambas figuras se encuentran sentadas sobre un banco forrado de verde y en el fondo se observa un cielo grisáceo. De acuerdo a Seeman (2004) es su cuadro más famoso.

## Creación
En el año 1939, Frida había estado viviendo durante más de seis meses entre Nueva York y París debido a sus exposiciones individuales y tras haber alcanzado el reconocimiento de los artistas más destacados de la época en Europa. A su regreso a México, la tristeza invadió a la artista debido a la ruptura de su matrimonio con el también pintor Diego Rivera, formalizando el divorcio el 6 de noviembre de 1939, aunque volverían a casarse un año después, lo que sumado al aumento de sus dolores físicos, fueron el motivo para realizar esta obra que es una de las suyas más reconocidas.
En esta obra se representa a Frida en su colorida vestimenta mexicana de tehuana que era la mujer a la que Diego amaba y/o había amado. En la otra se ve a Frida con un antiguo vestido victoriano de encaje blanco, la versión europea de Frida, que agradaba menos a su marido. Algunos historiadores del arte sugieren que ambas figuras simbolizan esa herencia dual de Frida. Su padre, Guillermo Kahlo, era alemán, mientras su madre, Matilde Calderón, era mestiza (hija de indio y una descendiente de españoles).
Una arteria o vaso sanguíneo conecta a las dos Fridas, desde sus manos pasando por sus corazones a la vista, copiados de libros de anatomía. Se puede apreciar que la arteria de la Frida de la derecha acaba en un pequeño retrato de Diego Rivera mientras que la arteria de la Frida de la izquierda está cortada intencionalmente con unas tijeras quirúrgicas por la misma Frida, salpicando el blanco vestido.

## Historia
De acuerdo con el amigo de Frida, Fernando Gamboa, la pintura le fue inspirada por dos pinturas que vio a principios de año en el Louvre, las 2 hermanas de Theodore Chassérieau y el anónimo Gabrielle d'Estrées y una de sus hermanas.
En enero de 1940 la pintura fue exhibida junto con La mesa herida en la Exposición Surrealista Internacional celebrada en la Ciudad de México. Permaneció en posesión de Kahlo hasta 1947, cuando fue adquirida por el Instituto Nacional de Bellas Artes (INBA). El INBA la transfirió al Museo de Arte Moderno en 1966, donde se encuentra actualmente.